# Тик (дерево)

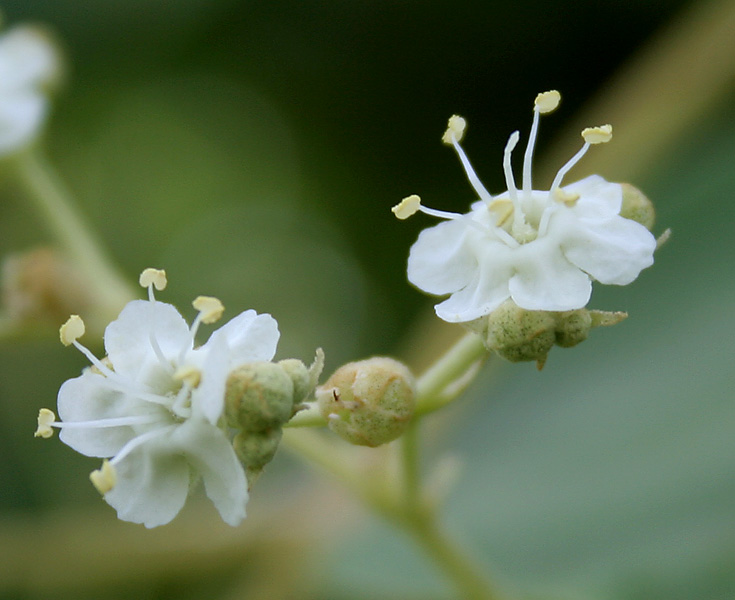
Цветы тика

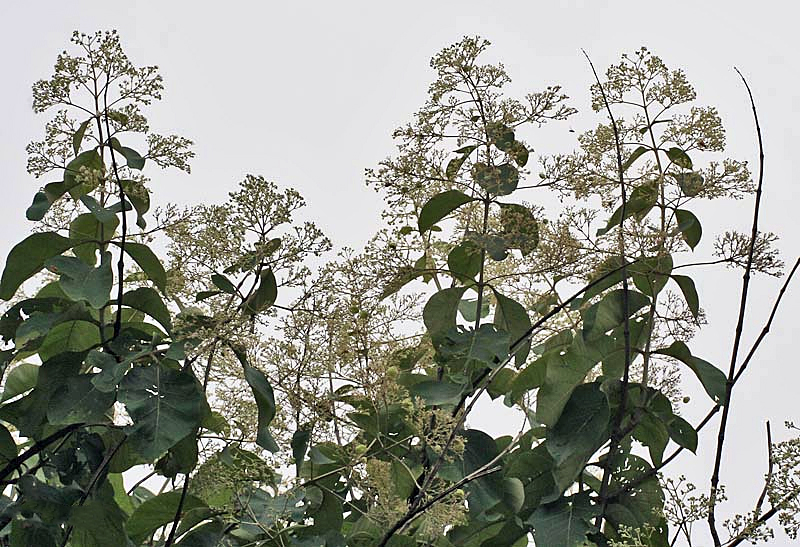
Цветы, плоды и листья

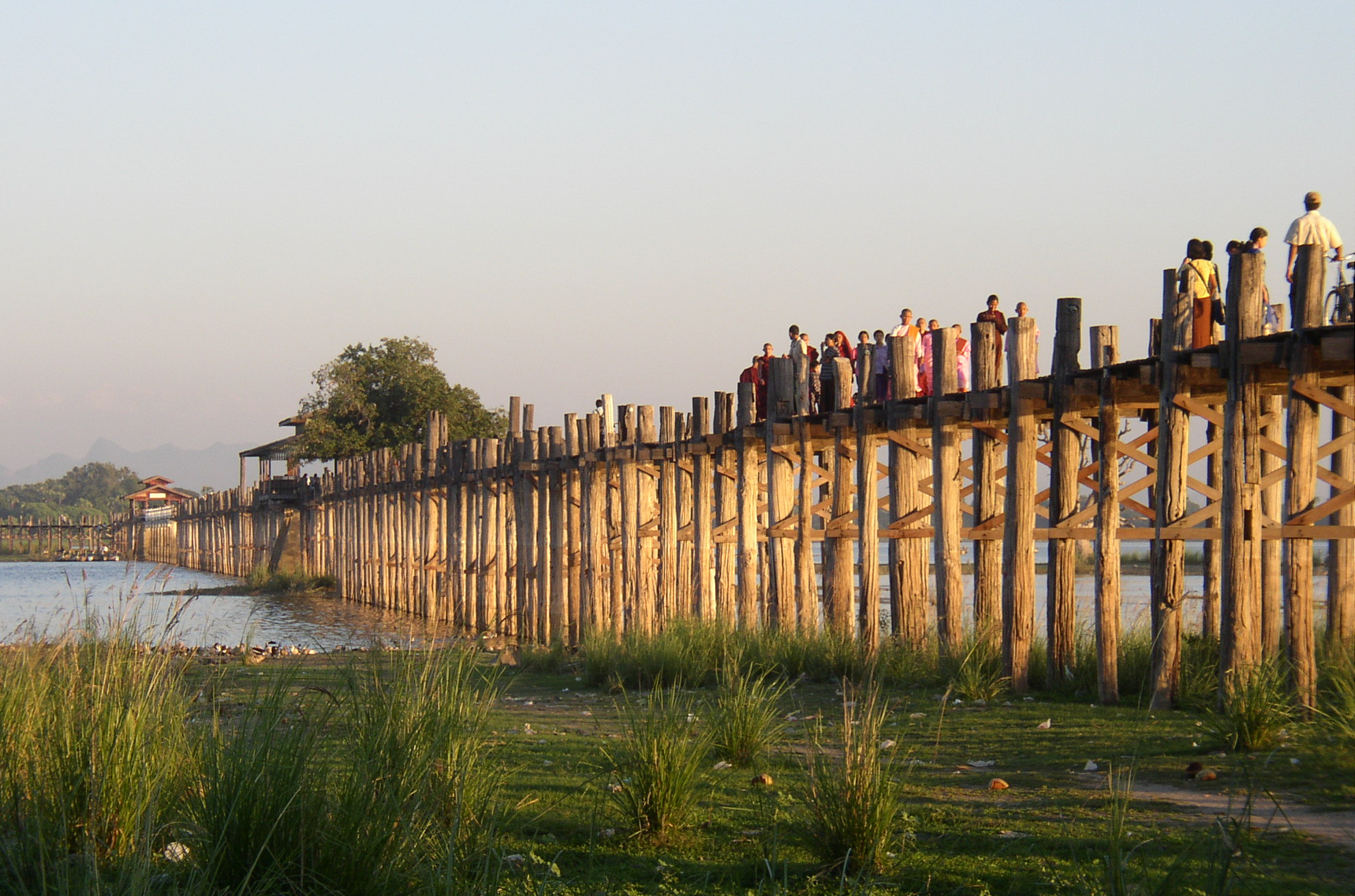
Мост Убэйн в Амарапура (Мьянма) — самый длинный мост из тика в мире (1,2 км)

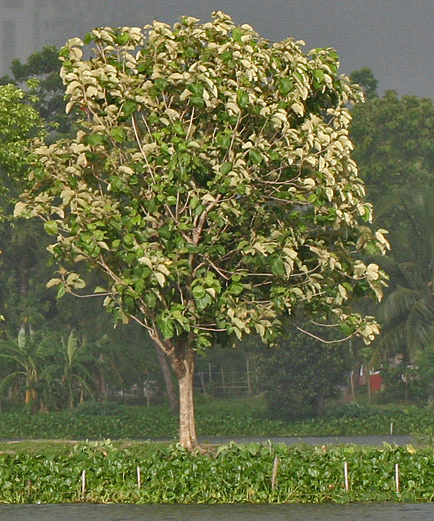
Дерево в свежей листве в Калькутте, Западная Бенгалия, Индия

Тик, или Ти́ковое дерево, или Тектона великая (лат. Tectona grandis), — вид листопадных деревьев рода Тектона (Tectona) семейства Яснотковые. Растёт в муссонных лесах Южной и Юго-Восточной Азии. Тиковое дерево — источник очень ценной древесины и является одним из важнейших сортов древесины, идущей на экспорт из Азии.

## Распространение и условия произрастания
Естественный ареал тикового дерева охватывает Индию, Индонезию, Малайзию, Мьянму, север Таиланда и северо-запад Лаоса.
Имеет несколько разновидностей и растёт в различных климатических условиях, от засушливых областей с количеством осадков только от 500 мм в год до дождевых лесов с 5000 мм осадков в год. Однако обычно количество осадков в местах произрастания тика составляет в среднем 1250—1650 мм в год, с сухим сезоном, составляющим 3—5 месяцев.

## Описание
Тиковое дерево — крупное листопадное дерево, вырастающее до 40 м в высоту. Ветви серые или серо-коричневые, листья овальные, 15—45 см длиной и 8—23 см шириной, черешки толстые, 2—4 см длиной. Край листа ровный.
Цветёт с июня по август белыми душистыми цветами, собранными в метёлки 25—40 см длиной и 30 см шириной. Лепестковая трубка 2,5—3 мм длиной с тупыми лепестками 2 мм шириной. Плоды созревают с сентября по декабрь; плоды шаровидные, 1,2—1,8 см в диаметре. Цветы слегка протандрические и тычинки созревают раньше пестиков и пыльца выделяется за несколько часов до раскрытия цветка. Цветы в первую очередь энтомофильные (опыляемые насекомыми), иногда анемофильные (опыляемые с помощью ветра). Исследование 1996 года показало, что в районах его естественного ареала в Таиланде эти деревья чаще всего опыляются пчёлами рода Ceratina.

## Вредители
Тиковое дерево довольно устойчиво к повреждающим факторам, как биологическим, так и к внебиологическим.
Гусеницы различных бабочек могут нанести некоторый вред, поедая листья тика, дерево может также поражаться различными полупаразитическими видами рода Ремнецветник.
Hyblaea puera, насекомое из Юго-Восточной Азии, является вредителем тика, его гусеницы питаются на тике и других видах деревьев, произрастающих в регионе
Ядровая древесина дерева бывает поражена лишь изредка, например, древоточцами (Xyleutes ceramicus) и грибковыми возбудителями ядровой гнили.
Фитопатогенные вирусы и бактерии поражают эти деревья очень редко. Главными возбудителями грибковых заболеваний являются: Armillaria mellea, Fomes lignosus, Fomes noxius, Heterobasidium compactum, Irpex flavus, виды рода Nectria, Olivea tectonae («ржа листьев тика»), Peniophora rhizomorpha («жёлтая слоистая гниль») и Polyporus zonalis («белая мешочковая гниль»).
На плантациях возможны повреждения из-за затаптывания или обдирания деревьев слонами. Тиковое дерево относительно стойко к огню.

## Культивирование
Основная масса поступающей на рынки древесины тика выращивается на тиковых плантациях, находящихся в Индонезии и контролируемых Perum Perhutani (государственная компания, занимающаяся лесным хозяйствованием), распоряжающейся лесами страны. Главное использование заготавливаемой в Индонезии древесины тика — производство тиковой мебели на экспорт.
Растущее потребление тика вызвало рост числа связанных с этим проблем, прежде всего — исчезновение старых деревьев тика. Впрочем, его популярность привела к устойчивому росту выращивания тика на плантациях в районах с сезоннозасушливым тропическим климатом. Лесной попечительский совет выдаёт сертификаты на продукты, сделанные из выращенного на плантациях тика. Экономически выгодно размножение тика для плантационных целей методом культуры тканей.
Основная масса тика в мире экспортируется из Индонезии и Мьянмы. Быстро развиваются также плантации в Центральной (Коста-Рика) и Южной Америке.

### Размножение
Чаще всего тик размножают с помощью семян. Для прорастания семена требуют предварительной обработки, заключающейся в разрушении толстого околоплодника. Кроме того, применяется замачивание и высушивание семян. Семена погружаются в воду на 12 часов, а затем в течение 12 часов высушиваются на солнце. Процедура повторяется 10—14 дней, а затем семена высевают в мелкие ёмкости для проращивания, заполненные грубым торфом, присыпанным песком. После этого в течение 15—30 дней происходит прорастание.

## Использование
Имеющая красивую текстуру золотисто-коричневая древесина тика используется для производства садовой мебели, палуб кораблей, и в других местах, где требуется стойкость к погодным воздействиям. Используется также для разделочных досок, полов, столешниц и как шпон для отделки мебели и интерьеров.
Древесина тика легко обрабатывается, однако может тупить инструменты, так как в ней содержится кремний. Натуральное тиковое масло делает её стойкой против термитов и гнили, что позволяет использовать эту древесину для внешней отделки. Тик устойчив даже без дополнительной обработки защитными средствами. Древесина, получаемая из старых тиковых деревьев, считается намного более долговечной и твёрдой, чем древесина плантационных тиков. Тем не менее исследования показали, что выращенный на плантации тик имеет одинаковую со старыми деревьями стойкость к гнили, пространственную стабильность, степень коробления и число дефектов поверхности, но более подвержен изменению цвета под воздействием ультрафиолетовых лучей.
Тик — твердолиственная порода деревьев, произрастающих в Индии, Бирме, Таиланде, на Суматре и Яве. Древесина тика:
- плотная, прочная и твёрдая;
- золотисто-коричневого цвета;
- имеет крупную и выразительную текстуру;
- обладает высокой сопротивляемостью к загниванию;
- содержит эфирные масла, затрудняющие обработку;
- используется в судостроении, в мебельном производстве и в строительстве.

Тиковое дерево не поддаётся воздействию термитов.
В Мьянме, в городе Амарапура, через озеро Таунгтаман проложен мост У-Бейн, считающийся самым длинным (ок. 1,2 км) и самым старым (построен около 1850 года) мостом, сделанным полностью из тика. Из тика построен британский фрегат HMS Trincomalee. Также из этого дерева сделан штурвал и руль крейсера «Аврора».